# Cutenews
CuteNews es un gestor de noticias/sistema de publicación blog, creado por el equipo de desarrolladores de CutePHP, liderado por Georgi Avramov y distribuido por primera vez de manera gratuita en el año 2002.

## Información
Se diferencia de muchos otros por estar escrito en PHP y respaldado por un modelo de tabla, lo cual hace no tener que usar bases de datos como MySQL. El proyecto se inició allá por el 2002 y desde entonces ha ido progresando a pasos agigantados.
En la actualidad, es utilizado por numerosas corporaciones profesionales y sitios personales.

## Licencias
Es distribuido "así tal cual" y ningún tipo de soporte oficial es suministrado, a excepción del foro soporte que se encuentra en la web oficial y que sigue mantenido por otros usuarios. Pese a que CuteNews no tienen ningún tipo de coste, en caso de querer eliminar los créditos "Powered By..." que se encuentra en la parte inferior de cada página de noticias será necesario adquirir la licencia profesional (40USD aprox.).

## Funciones
Su principal función es publicar noticias de manera dinámica en páginas web y blogs. Los visitantes podrán comentar si el administrador de la web lo permite. En el panel de administración de CuteNews, los administradores pueden publicar nuevas noticias, editar de existentes e incluso comentarios usando el editor WYSIWYG.
También se puede customizar la apariencia de las noticias usando plantillas predefinidas y/o customizadas, archivar antiguos artículos y cambiar los ajustes generales de los usuarios. También, los usuarios podrán ser bloqueados en caso de ser necesario y se pueden crear copias de seguridad en archivos de texto.